# 30 Уранија
30 Уранија (лат. 30 Urania) је астероид главног астероидног појаса. Приближан пречник астероида је 100,15 km,
а средња удаљеност астероида од Сунца износи 2,365 астрономских јединица (АЈ).
Инклинација (нагиб) орбите у односу на раван еклиптике је 2,098 степени, а орбитални период износи 1328,642 дана (3,637 године). Ексцентрицитет орбите астероида износи 0,127.
Апсолутна магнитуда астероида износи 7,53 а геометријски албедо 0,171.
Астероид је откривен 22. јула 1854. године.